# Ландау, Феликс
Феликс Рихард Ландау (нем. Felix Richard Landau; 21 мая 1910, Вена, Австро-Венгрия — 20 апреля 1983, Вена, Австрия) — австрийский гауптшарфюрер СС, член айнзацкоманды СС, причастной к массовым убийствам евреев в Галиции. Ландау стал известен благодаря своему дневнику, в котором он описывал Холокост.

## Биография
Феликс Ландау родился 21 мая 1910 года в Вене и был внебрачным ребёнком Павла Стипковича и Марии Майер. Свою фамилию он получил в 1916 году от своего отчима Якоба Ландау. В 1919 году после смерти отчима был отдан в католический интернат, где получил восьмилетнее школьное образование. 21 мая 1925 года вступил в национал-социалистическую рабочую молодёжь, предшественницу Гитлерюгенда, занимался активным набором в организацию, из-за чего был отчислен из интерната. Впоследствии освоил столярное ремесло. В марте 1930 года поступил на службу в австрийскую армию, из которой исключён был в 1933 году в связи с его активным участием в деятельности НСДАП, в которой состоял с 27 марта 1931 года (билет № 442571). В 1933 году присоединился к Штурмовым отрядам (СА), а 10 апреля 1934 года был зачислен в ряды СС (№ 281037). После запрета нацистской партии Ландау оставался её нелегальным членом и в июле 1934 года принял участие в путче в Вене, после чего был арестован и находился в заключении до 17 февраля 1937 года. После освобождения бежал в Германию, где попал в приемный лагерь в Мюнхене. Потом в Ранисе получил должность в уголовной полиции. 25 мая 1937 года поступил на работу сначала в полицейский участок в Хермсдорфе, затем в отделение уголовной полиции, получив чин ассистента уголовной полиции. В марте 1938 года, будучи членом одной из айнзацкоманд, участвовал в Аншлюсе и в дальнейшем остался на службе в отделении гестапо в Вене. В задачи Ландау входила конфискация имущества евреев. 31 августа 1940 года был награждён Орденом Крови.
С апреля 1940 года служил в отделении полиции безопасности и СД в Радоме. 30 июня 1941 года добровольно поступил на службу в одну из айнзацкоманд, вместе с которой 2 июля достиг Львова, а 7 июля в составе части подразделения прибыл в Дрогобыч. До мая 1943 года был ответственным за использование рабочей силы евреев в гестапо в Дрогобыче. С июля 1941 года стал вести дневник, в котором детализировано описывал своё участие в уничтожении евреев. В заметке от 22 июля 1941 года Ландау писал:
По утрам мои работники не приходили. Как только я захотел поехать в еврейский комитет, ко мне сразу же явился сотрудник этого комитета и попросил меня о содействии, так как евреи отказывались здесь работать. Я пошёл туда. Как только эти олухи меня увидели, они все разбежались в разные стороны. Жаль, что при мне не было пистолета, иначе я бы расстрелял кучу. Тогда я пошёл в юденрат и сообщил им, что если в течение часа не придут 100 евреев, тогда я сам отыщу 100 евреев, но не для работы, а скорее для расстрела. Едва прошло 30 минут как пришли 100 евреев и, кроме того, ещё 17 человек за тех, кто прежде скрылся. Я сообщил об этом инциденте и одновременно потребовал, чтобы бежавшие должны быть расстреляны, как уклонившиеся от работы, что и произошло ровно через 12 часов. 20 евреев были уничтожены.
В заметке от 2 августа 1941 года говорилось о следующем:
С тех пор как я приказал расстрелять 20 евреев за отказ от работы, дело пошло.
В середине 1943 года вернулся в Вену, где продолжил службу в гестапо в отделе по «преступлениям закона о предательстве» и «побегам восточных подневольных рабочих (остарбайтеров)». В январе 1944 года был переведён в отдел гестапо в Зноймо и чуть позже откомандирован в айнзацкоманду 13, входившую в айнзацгруппу H.
После войны скрывался в Австрии, но был опознан евреем из Дрогобыча и в июне 1946 году арестован в Линце американской полицией. В августе 1947 года ему удалось бежать из лагеря для интернированных в Глазенбахе. Ландау нелегально проживал в Западной Германии, где под именем Рудольфа Яшке выдавал себя за беженца из Чехословакии. Изначально работал в качестве машиниста, затем технического руководителя. С 1948 года жил в Нёрдлингене. В начале 1950 года получил должность дизайнера интерьера в подрядческой фирме Штутгарта. Для того чтобы снова жениться сообщил уголовной полиции Штутгарта своё настоящее имя. После этого прокуратура Штутгарта провела расследование и 15 августа 1958 года Ландау был арестован. 16 марта 1962 года земельным судом Штутгарта был приговорён к пожизненному тюремному заключению за собственноручное убийство 20 евреев. Пересмотр дела был отклонён решением Федерального верховного суда ФРГ от 11 июня 1963 года. В августе 1973 года был помилован и освобождён. Умер в 1983 году.